# Weddellovo more
Weddellovo more je more Južnog oceana, uz obalu Antartike. Prostire se između Coatsove zemlje i Antarktičkog poluotoka. Veći dio južnog dijela Weddelova mora, do Otoka slonova, je trajno prekriven ledom. Ima površinu od 2,80 milijuna km2, a najveća dubina je 5148 m. Ime je dobilo po britanskom morepolovcu Jamesu Weddellu koji je prvi plovio njime 1823. godine.

## Vanjske poveznice
|  | Zajednički poslužitelj ima još gradiva o temi Weddellovo more |